# Strophanthus ledienii
Strophanthus ledienii är en oleanderväxtart som beskrevs av Stein. Strophanthus ledienii ingår i släktet Strophanthus och familjen oleanderväxter. Inga underarter finns listade i Catalogue of Life.